# Fernsehen in den Vereinigten Staaten

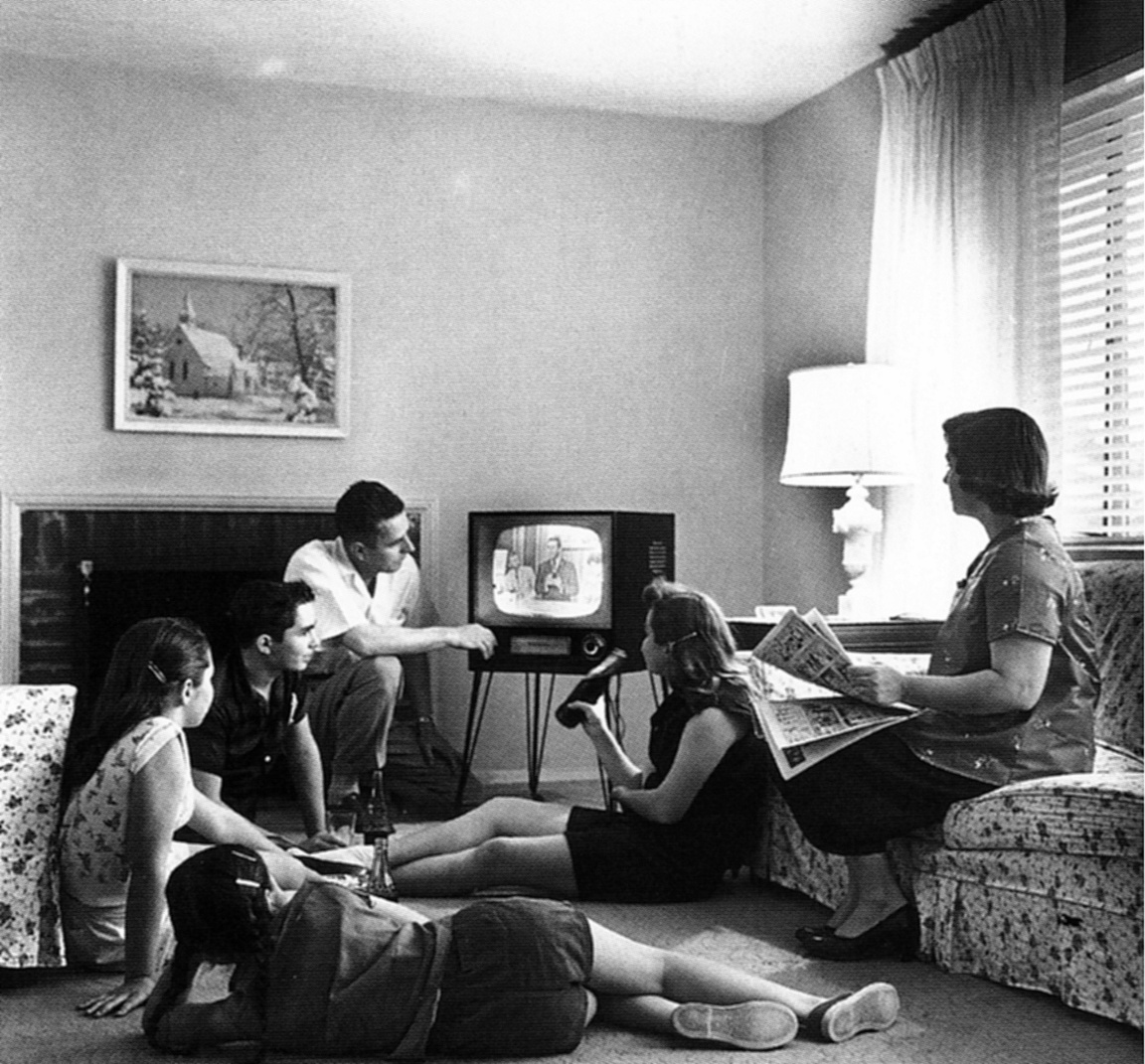
Amerikanische Familie vor dem Fernseher, 1958

Das Fernsehen in den Vereinigten Staaten ist ein wichtiger Teil der dortigen Medienlandschaft und zählt zu den Leitmedien. 96,7 Prozent der Haushalte in den USA besitzen mindestens ein Fernsehgerät. 1955 waren es bereits 75 %. Viele Elemente des US-Fernsehens (24 Stunden Programm, Unterbrechung der Sendungen durch Werbung, Frühstücksfernsehen, Daily Soaps, Talkshows) wurden in den 1990er Jahren auch in Deutschland eingeführt.

## Struktur
In den Vereinigten Staaten existieren wesentlich mehr Fernsehstationen als in europäischen Ländern üblich. Zwar ist der Fernsehmarkt wesentlich kleinteiliger, da hunderte von regionalen und lokalen Fernsehstationen in größeren Städten und Countys Programme ausstrahlen, die reine Menge der Sender garantiert jedoch keine inhaltliche Diversität. Die meisten dieser Sender sind einem der fünf großen Sender-Networks angeschlossen und übernehmen als dessen Affiliate deren Nachrichtenprogramme – und damit meist auch deren politische Ausrichtung. Traditionell existieren die kommerziellen Networks NBC, CBS, ABC, FOX und seit 2006 auch das zu CBS und Time Warner gehörende Network The CW. Daneben hat das öffentliche Public Broadcasting Network PBS in allen Bundesstaaten Partnerstationen. Diese Networks produzieren aufwendige und teure Programminhalte und die Affiliates schalten sich meist zur Primetime auf.
Daneben senden hunderte Kabelkanäle meist Spartenprogramme (Nachrichten, Kinderprogramme, Sex, Religiöse Programme, Nicht-Englischsprachige Programme etc.) via Satellit oder IPTV.
Eine geschichtlich bedingter Unterschied ist der Umstand, dass TV-Stationen, wie auch alle anderen US-Rundfunkveranstalter, als eigenständige Funk-Sendestelle wahrgenommen werden. Die staatliche Regulierungsbehörde FCC lizenziert die Stationen mit ihrem Rufzeichen auf eine Frequenz für eine Region. Senderketten wie in Europa existieren in dieser Form nicht. Zwar wurde diese strikte Sender-Frequenz-Bindung durch digitale Übertragungsverfahren mit etlichen Subkanälen de facto aufgeweicht, gilt aber bei einer Neulizenzierung im Grundsatz weiterhin. Auch sind die Sender vollständig für ihre eigene Sendetechnik und Infrastruktur verantwortlich.

## Gegenwart
Der Fernsehmarkt in den Vereinigten Staaten unterscheidet sich stark in Inhalt und Struktur von den meisten europäischen Fernsehlandschaften. Zu den hergebrachten Hauptakteuren Broadcasting Networks, Cable-Channels und Pay-TV-Channels kommen heute auch große Streaming-Dienste. Das lineare Fernsehen mischt sich zunehmend mit on-demand-Angeboten.

## Geschichte

### Ab den 1930er Jahren – Die Anfänge des Fernsehens in den USA
Seit den späten 1930er Jahren wurden mehrere Übertragungswege für Fernsehprogramme entwickelt. Einem breiten Teil der Bevölkerung wurden diese Anfang der 1950er Jahre durch die Medienkonzerne Radio Corporation of America (eine Gesellschaft der NBC) und CBS zugänglich gemacht. WBAL-TV aus Baltimore, Maryland war die erste Fernsehstation die ab 1952 ihr Programm in Farbe ausstrahlte. Bis Mitte der 1950er Jahre hatte etwa die Hälfte aller US-Haushalte einen Fernseher. Die meisten davon waren Schwarzweiß-Geräte, da Farbfernseher noch teuer waren und bis in die 1960er Jahre nur wenige Sender auf Farbfernsehen umstellten.
Nach einer Flut von Anträgen für neue Sendelizenzen bei der staatlichen Telekommunikationsbehörde Federal Communications Commission (FCC) ließ diese vorerst keine Anträge mehr zu, sodass Ende der 1950er Jahre nur einige Dutzend Stationen ein Programm sendeten, vorwiegend an den Gebieten der Ost- und Westküste. Die Popularität des Fernsehens nahm explosionsartig zu, nachdem die FCC die Anträge wieder zuließ.
Viele der Sendungen dieser Zeit waren Fernsehadaptionen fest etablierter Radioshows der 1930er und 1940er Jahre. Sehr beliebt waren zu dieser Zeit Comedyshows und Sitcoms wie I Love Lucy, My little Margie und I Married Joan. Diese verlagerten ihren Schwerpunkt zunehmend auf das Fernsehen, da es deutlich einfacher war, den Witz durch Einsatz von Gestik, Mimik und Situationskomik (Slapstick) darzustellen. Auch wurden viele ursprünglich in den Kinos gezeigten Kurzfilme wie Looney Tunes und The Three Stooges gesendet. Weitere populäre Genres zu der Zeit waren Talkshows (The Jack Paar Show), Western, Suspense Thrillers (The Twilight Zone) und Seifenopern. Der Erfolg des zu den Radiozeiten populären Genres der Big-Band-Übertragungen konnte beim Fernsehen größtenteils nicht fortgesetzt werden. Eine Ausnahme davon bildete die Lawrence Welk Show, die von 1951 bis 1982 lief und bis heute häufig wiederholt wird. Auch die beliebten Saturday morning cartoons wurden zu dieser Zeit erstmals ausgestrahlt.

### Ab den 1970er Jahren – Das Kabelfernsehen kommt auf
In den 1970er Jahren kam das Kabelfernsehen in den gesamten USA auf und gab den großen Medienfirmen die Möglichkeit, eigene Kanäle zu etablieren, die sie im Gegensatz zu den Affiliates nahezu vollständig kontrollieren konnten. Sie profitieren somit auch in vollem Umfang von deren Einnahmen durch Werbung und Kabeleinspeisegebühren. Die Kabelkanäle erweiterten den US-Fernsehmarkt auch inhaltlich erheblich: es gab fortan mehr Spartenangebote, da die Regulierung durch die FCC nicht so stark war.
Am 1. Juni 1980 nahm der mittlerweile bekannteste Nachrichtensender der Welt, das Cable News Network (CNN) seinen Betrieb in Atlanta auf. In den großen amerikanischen Fernsehprogrammen gab es bis dahin fast ausschließlich in abendlichen 30-Minuten-Sendungen Nachrichten. Gründer Ted Turner sagte in seiner on-air Ansprache zum Start „Wir werden erst abschalten, wenn die Welt untergeht“ 1983 kaufte Turner den CNN-Hauptkonkurrenten, den Satellite News Channel von ABC.
Anfang der 1980er Jahre wurde das Konzept des Bezahlfernsehens zunehmend populär. 1987 hatten 30 Prozent aller Haushalte ein Abonnement. Dies führte allerdings auch zu Schwierigkeiten, da eine wachsende Zahl an Anbietern auch eine größere Verteilung der Zuschauer auf diese bedeutete und es dadurch für die Anbieter immer schwieriger wurde, eine kritische Masse für sich zu gewinnen. Als Reaktion darauf nahm die Anzahl der bei Zuschauern beliebten Seifenopern und Spielshows zu, während andere Genres immer mehr verdrängt wurden und zunehmend verschwanden. Auch nahm die Anzahl der „Daily Talk“ Shows zu, von denen viele allerdings gegen Ende der 1990er Jahre wiederum abgesetzt und durch Gerichtsshows ersetzt wurden. Zu ungefähr dieser Zeit war auch die Reichweite des Fernsehen mit 98,4 Prozent am größten.

### Ab den 2000er Jahren – Konkurrenz durch Streaming-Dienste
Seit den 2010er Jahren bekommt das lineare Fernsehen in den vereinigten Staaten zunehmend Konkurrenz durch Streaming-Dienste mit umfangreichen Angeboten. Die Bedeutendsten, Netflix und Amazon Prime, werden dabei ergänzt durch nicht-klassischen Anbieter wie Warner Media, Twitter und die British Telecom, Peloton und der Google Tochter Youtube mit Youtube Red. Netflix hat die Hälfte seiner rund 120 Millionen Abonnenten in den USA (Stand 2018).
Durch diese Entwicklung sinken die Werbeeinnahmen der Sender. Etliche Sender entwickelten neue Strategien, um diesen Wandel aufzufangen. So wurden vermehrt eigene werbefreie und abo-unabhängige digitalen Angebote wie z. B. HBO Go geschaffen. Immer mehr TV-Sender bieten fast werbefreie Subskriptionskanäle unter dem Dach von Amazon Prime an. Einige Kabelsender richteten auch eigene Streaming-Kanäle (AMC (AMC Premiere), das FX Network u. a.) mit günstigen Abo-Konditionen ein.
Es ist jedoch weiterhin möglich viele Sender kostenlos über Antenne zu empfangen (Stand 2025).

## Fernsehprogramm
Das Fernsehprogramm ist, zumindest im Tagesablauf bei den meisten großen Sendern gleich. Häufiger als in Deutschland besteht das Programm aus regionalen Zeitfenstern.
An Wochentagen wird morgens (7.00 bis 9.00 Uhr) überwiegend Infotainment gezeigt. Zu den bekanntesten zählen bei CBS CBS Mornings, bei NBC The Today Show (seit 1952) und bei ABC Good Morning America. Die Moderatoren dieser Sendungen sind in der Bevölkerung prominent und sind oft auch als das „Gesicht des Senders“ bekannt. Nachrichtenmagazine wie 60 Minutes und 20/20 (ABC) laufen eher abends im Programm.
Andere Sender zeigen zu dieser Zeit häufig Gerichtsshows oder Wiederholungen von bekannten, älteren Sendungen.
Tagsüber ist das Programm unterschiedlich.
Häufig werden Spielshows gesendet, die in den USA einen hohen Stellenwert haben und teilweise auch für das deutsche Fernsehen adaptiert wurden. Die Bekanntesten sind Family Feud (Familienduell), The Price is Right (Der Preis ist heiß) und Match Game (Schnickschnack, Punkt Punkt Punkt). Auch Wiederholungen von beliebten Spielshows der 1950er und 1960er Jahre wie What's My Line? (Was bin ich?) werden häufig gezeigt.
Beliebte Seifenopern wie General Hospital (ABC), The Young and the Restless (CBS) und The Bold and the Beautiful (ebenfalls CBS) finden sich überwiegend im Spätvormittagsprogramm der Sender. Diese Shows sind gewöhnlicherweise sehr langlebig (General Hospital wurde am 1. April 1963 erstausgestrahlt) und dadurch sehr wichtig für die Zuschauerbindung der Sender.
Am Spätnachmittag wird das Fernsehprogramm von Talkshows dominiert. Dabei unterscheidet man zwischen Daytime Talkshows wie The Ellen DeGeneres Show, The Kelly Clarkson Show und The Queen Latifah Show, bei denen ein Gastgeber Gespräche mit meist prominenten Gästen führt, und Lifestyle-Talkshows wie Dr. Oz, Dr. Phil und die Steve Harvey Show, bei denen der Schwerpunkt darauf liegt, Gästen und Zuschauern bei gesundheitlichen, seltener auch finanziellen Problemen Rat zu geben.
Von 18.30 bis 19.00 Uhr zeigen ABC, NBC und CBS die einzige richtige Nachrichtensendung des Tages.
Die Prime Time (20.00 Uhr bis 23.00 Uhr) wird überwiegend von Sitcoms und einstündigen Krimi- und Krankenhausserien bestimmt. Zu den bekanntesten zählen The Simpsons, How I Met Your Mother, The Big Bang Theory, Law & Order und Grey’s Anatomy. Wiederholungen von bereits abgesetzten Sitcoms wie King of Queens, That 70's Show, Seinfeld, Friends, Cheers, Two and a Half Men und The Cosby Show laufen täglich zu diesem Zeitpunkt auf Ablegern der großen Sender. Viele dieser Shows laufen synchronisiert auch in vielen anderen Ländern und wurden dadurch weltbekannt. Auch Unterhaltungsprogramme wie Mythbusters und Castingshows werden zu dieser Zeit ausgestrahlt.
Spätabends (23.35 Uhr) sind die am meisten gesehenen Sendungen Late Night Shows. Zu den bekanntesten zählen The Late Show with Stephen Colbert (CBS) und The Tonight Show (NBC).
An Wochenenden ist das Programm deutlich unterschiedlich. Hierbei haben einzelne beliebte Sendungen wie Saturday Night Live, Face the Nation und This Week deutlich mehr Zuschauer als die übrige Fernsehlandschaft zu diesem Zeitpunkt.
Der Sonntag Vormittag ist geprägt durch politische Talkshows (z. B. Meet the Press). Hier werden wichtige Politiker zu aktuellen Themen befragt. Während der NFL Saison stehen Live Sendungen der Football Spiele im Vordergrund.

## Regulierung
Die Federal Communications Commission (FCC) ist für die Regulierung aller Sender zuständig. Sie vergibt Sendelizenzen an alle terrestrisch abstrahlenden Sender; neben Fernsehsender sind dies Hörfunkstationen und alle weiteren kommerziellen und nicht kommerziellen Funkanwendungen. Die FCC soll laut Gesetz allein die Sendemodalitäten regeln. Allerdings überwacht die FCC auch die Inhalte auf Kriterien, die in Europa als Jugendschutz tituliert würden. Dazu gehört unter anderem, dass Fernsehsender zwischen 6 Uhr und 22 Uhr kein Material ausstrahlen dürfen, das sexuelle Handlungen zeigt. Ausnahmen sind Pay-TV-Sender, wie Playboy TV.
Kabelfernsehen ist von der FCC praktisch kaum reguliert. Zu den wenigen Vorschriften, die diese Sender einhalten müssen, gehören unter anderem die verschlüsselte Übertragung via Kabel und Satellit, und die Einhaltung der Senderechte an den jeweiligen Inhalten (Da die Copyrightgesetze in den USA bis 1976 vergleichsweise nachlässig dem Inhaber gegenüber waren, sind viele Sendungen heutzutage Public Domain und können frei und ohne spezielle Erlaubnis ausgestrahlt werden). Außerdem müssen die Anbieter die öffentlich-rechtlichen Sender ebenfalls in ihr Angebot aufnehmen und ihnen niedrige Programmnummern zuweisen.
Alle Fernsehsender (und auch Radiosender) haben ein Rufzeichen bestehend aus vier Buchstaben. Dabei beginnen alle Fernsehsender östlich des Mississippis mit dem Buchstaben W und westlich mit dem Buchstaben K.